# Apodolirion bolusii
Apodolirion bolusii är en amaryllisväxtart som beskrevs av John Gilbert Baker. Apodolirion bolusii ingår i släktet Apodolirion och familjen amaryllisväxter. Inga underarter finns listade i Catalogue of Life.